# Csepel D 352
Csepel D 352 byl maďarský nákladní automobil vyráběný od 50. let 20. století. Kromě nákladní verze byly produkovány vozy z různými nástavbami, jako požární, cisternové či skříňové verze a obměny se speciálními nástavbami.
Automobil se vyvážel do zemí bývalého východního bloku včetně Československa.

## Technické údaje
- Vlastní hmotnost: 3200 kg
- Celková hmotnost vč. nákladu: 7500 kg
- Délka: 6720 mm
- Šířka: 2310 mm
- Výška: 2280 mm
- Minimální poloměr otáčení: 8.4 m
- Rozchod kol vpředu / vzadu 1740 mm/ 1630 mm
- Rozvor náprav: 3710 mm
- Maximální rychlost: 75 km / h
- Objem palivové nádrže: 70 l
- Typ motoru: D-413
- Motor: dieselový, vodou chlazený čtyřválec
- Maximální výkon (kW / PS): 63/85
- Převodovka: Stupeň 5 +1, redukce
- Spojka: suchá
- Brzdový systém: hydraulický
- Elektrický systém: 12 V